# Opus (ルルティアのアルバム)
『Opus』（オーパス）は、ルルティアの1枚目のミニアルバム。

## 解説
2007年6月27日に発売された。全作詞作曲はルルティア。編曲はルルティア・佐藤鷹。
かねてよりオフィシャルサイトのインターネットラジオ『RURUTIA Planet』において「バラードアルバムを作りたい」と公言していたルルティアにとって、初となるバラードミニアルバム。新曲3曲に加え、「水景色 星模様」（アルバム『Chorion』収録）「愛し子よ」「アラベスク」（アルバム『プロミスト・ランド』収録）の3曲をバラードバージョンとしてリアレンジして再録した他、新曲「Opus」「流光」のミュージックボックスによるインストゥルメンタルバージョンをボーナストラックとして収録している。なお、「星と羽」の歌詞は掲載されていない。
また、本作で初めてジャケットデザインを本人が手掛けている（デザイナーとの共同制作）。

## 収録曲
1. Opus
2. 流光
3. 水景色 星模様 (Ballad Ver.)
4. 愛し子よ (Ballad Ver.)
5. アラベスク (Ballad Ver.)
6. 星と羽
Bonus Tracks
7. Opus (Music Box)
8. 流光 (Music Box)